# Società Polisportiva Ars et Labor 1927-1928
Questa pagina raccoglie le informazioni riguardanti la Società Polisportiva Ars et Labor nelle competizioni ufficiali della stagione 1927-1928.

## Stagione
È Giannino Bonfiglioli il quinto presidente della storia della SPAL, dopo aver rilevato il testimone da Ridolfi. La società vive una seria crisi economica e per la panchina viene scelto Carlo Osti, poi sostituito a stagione in corso dal "maestro" Carlo Marchiandi: non sarà l'ultimo tecnico della stagione, perché chiuderà i giochi il magiaro Béla Károly. 
La squadra, indebolita dalle cessioni di Abdon Sgarbi al Milan e del bomber Mrkwiska, sul campo fa quello che può. Inseriti nel girone A con formazioni lombarde, venete, giuliane e istriane, gli estensi disputano un torneo 1927-1928 di bassa classifica. La SPAL chiude il girone A del campionato di Prima Divisione in ottava posizione, con 15 punti.

## Rosa
| N. |                   | Ruolo | Calciatore         |
| -- | ----------------- | ----- | ------------------ |
|    | Italia (bandiera) | P     | Bruno Festi        |
|    | Italia (bandiera) | P     | Ercole Foschini    |
|    | Italia (bandiera) | D     | Renato Balboni     |
|    | Italia (bandiera) | D     | Ballerini          |
|    | Italia (bandiera) | D     | Arrigo Bertacchini |
|    | Italia (bandiera) | D     | Bosi               |
|    | Italia (bandiera) | D     | Olao Cerini        |
|    | Italia (bandiera) | D     | Conte              |
|    | Italia (bandiera) | D     | Felisi             |
|    | Italia (bandiera) | D     | Ivo Pedretti       |
|    | Italia (bandiera) | D     | Giuseppe Preti (I) |
|    | Italia (bandiera) | C     | Athos Bertacchini  |
|    | Italia (bandiera) | C     | Arnaldo Calzolari  |
|    | Italia (bandiera) | C     | Frignani           |

| N. |                   | Ruolo | Calciatore         |
| -- | ----------------- | ----- | ------------------ |
|    | Italia (bandiera) | C     | Gambi              |
|    | Italia (bandiera) | C     | Giovanni Margutti  |
|    | Italia (bandiera) | C     | Antonio Manfredini |
|    | Italia (bandiera) | C     | Vassarotti         |
|    | Italia (bandiera) | A     | Aldo Barbieri      |
|    | Italia (bandiera) | A     | Arrigo Benvenuti   |
|    | Italia (bandiera) | A     | Bettin             |
|    | Italia (bandiera) | A     | Bruno Braga        |
|    | Italia (bandiera) | A     | Allegro Facchini   |
|    | Italia (bandiera) | A     | Lolli              |
|    | Italia (bandiera) | A     | Ilario Preti (II)  |
|    | Italia (bandiera) | A     | Mario Romani       |
|    | Italia (bandiera) | A     | Vassarotti         |
|    | Italia (bandiera) | A     | Gualtiero Zucchini |

## Risultati

### Prima Divisione Nord (girone A)

#### Girone di andata
| Arbitro: | Guarnieri (Milano) |

|  |           |                |
|  | Marcatori | 20’ Castellani |

| Arbitro: | Bonello (Venezia) |

|           |           |                       |
| Curri 64’ | Marcatori | 33’ (rig.) Manfredini |

| Arbitro: | Brighenti (Trento) |

|                           |           |          |
| Romani 30’ Manfredini 70’ | Marcatori | 10’ Volk |

| Arbitro: | Enrietti (Torino) |

|                            |           |            |
| Buschi 11’ Poggia 12’, 33’ | Marcatori | 16’ Romani |

| Arbitro: | Medica (Bologna) |

|                          |           |  |
| Facchini 35’, 39’ (rig.) | Marcatori |  |

| Arbitro: | Bonello (Venezia) |

|                                    |           |                        |
| Baccilieri 20’ Gravisi II 35’, 43’ | Marcatori | 65’ Romani 82’ Balboni |

| Arbitro: | Rovida (Milano) |

|                         |           |                          |
| Romani 68’ Barbieri 69’ | Marcatori | 10’ De Biasi 62’ Palmano |

| Arbitro: | Dalle Mole (Vicenza) |

|                                                                   |           |  |
| Chiecchi II 14’, 57’ Migotti 40’ (rig.) Martinello 53’ Girani 80’ | Marcatori |  |

| Arbitro: | Bevilacqua (Viareggio) |

|                     |           |          |
| Facchini 80’ (rig.) | Marcatori | 3’ Viani |

#### Girone di ritorno
| Arbitro: | Pozzi (Monza) |

|                                                         |           |                                                        |
| Budini 18’, 76’ Blasevich 59’, 75’ (rig.) Friedrich 85’ | Marcatori | 13’ Vassarotti 32’ Bertacchini 72’ Romani 86’ Facchini |

| Arbitro: | Giulini (Lodi) |

|                                                  |           |          |
| Vassarotti 13’ Barbieri 20’, 35’, 59’ Romani 71’ | Marcatori | 8’ Manià |

| Arbitro: | Bruna (Venezia) |

|                                 |           |                                   |
| Volk 24’, 76’, 85’ Mihalich 56’ | Marcatori | 33’, 36’ Barbieri 38’ Bertacchini |

| Arbitro: | Casetta (Milano) |

|              |           |                            |
| Barbieri 83’ | Marcatori | 45’ Buschi 75’ Cornolti II |

| Arbitro: | Turra (Padova) |

|            |           |                            |
| Sbrana 14’ | Marcatori | 1’ Vassarotti 25’ Barbieri |

| Arbitro: | P. Barlassina (Novara) |

|                                                   |           |                            |
| Romani 1’ Barbieri 32’ (rig.) Vassarotti 63’, 83’ | Marcatori | 24’ Baccilieri 71’ Pitacco |

| Arbitro: | Scarpi (Dolo) |

|                                                 |           |                               |
| Spivach 1’ Gerace 22’ Barbetti 59’ Tosolini 65’ | Marcatori | 2’ (aut.) Gerace 28’ Barbieri |

| Arbitro: | Paleari (Monza) |

|                                     |           |                |
| Bertacchini I 44’ Romani 79’ (rig.) | Marcatori | 69’ Griggio II |

| Arbitro: | Dall'Era (Brescia) |

|                                         |           |           |
| Visentin III 39’ Viani 68’ Bisigato 85’ | Marcatori | 33’ Lolli |

## Statistiche dei giocatori
| Giocatore       | Totale   | Totale |
| Giocatore       | Presenze | Reti   |
| --------------- | -------- | ------ |
| R. Balboni      | 15       | 1      |
| Ballerini       | 1        | 0      |
| A. Barbieri     | 16       | 10     |
| A. Benvenuti    | 3        | 0      |
| At. Bertacchini | 10       | 3      |
| Ar. Bertacchini | 8        | 0      |
| Bettin          | 1        | 0      |
| Bosi            | 1        | 0      |
| B. Braga        | 1        | 0      |
| A. Calzolari    | 7        | 0      |
| O. Cerini       | 13       | 0      |
| Conte           | 1        | 0      |
| A. Facchini     | 13       | 0      |
| Felisi          | 3        | 0      |
| B. Festi        | 1        | -3     |
| E. Foschini     | 17       | -37    |
| Frignani        | 1        | 0      |
| Gambi           | 1        | 0      |
| Lazzari         | 1        | 0      |
| Lolli           | 1        | 1      |
| A. Manfredini   | 10       | 2      |
| G. Margutti     | 1        | 0      |
| I. Pedretti     | 16       | 0      |
| G. Preti        | 5        | 0      |
| I. Preti        | 5        | 0      |
| M. Romani       | 17       | 8      |
| Vassarotti      | 12       | 5      |
| G. Zucchini     | 17       | 0      |